# Giardiniera (trasporto)
La giardiniera è un tipo di veicolo da trasporto promiscuo, aperto sui lati.
Il termine "giardiniera", nel campo dei trasporti, venne coniato per definire carri o carrozze scoperte a prevalente uso agricolo, aperte sui lati e dotate di un'ossatura portante centrale che, partendo dallo schienale del conduttore, divide il piano di carico fornendo supporto strutturale per un ripiano a balcone, utilizzabile come doppio sedile a panca o come scaffalatura per merci. Tale tipologia di allestimento era generalmente utilizzata dai "giardinieri", come venivano chiamati un tempo gli ortolani, per raccogliere i prodotti ortufrutticoli, potendo sistemarli in ceste o casse poste sul piano o sui ripiani e, quindi, trasportare i prodotti direttamente ai mercati cittadini.
A partire dalla seconda metà del XIX secolo, per estensione, il termine "giardiniera" fu utilizzato per definire le carrozze ferroviarie e tranviarie aperte lateralmente e dotate di piattaforma a balcone.
Nel secondo dopoguerra la FIAT adottò il nome "Giardiniera" per denominare commercialmente le versioni da trasporto promiscuo dei modelli "Topolino" e "500", facendo diventare il termine un sinonimo del più noto "Giardinetta".